# Fernando Lobo Carneiro
Fernando Luiz Lobo Barboza Carneiro (Rio de Janeiro, 28 de janeiro de 1913 – 15 de novembro de 2001) foi um engenheiro civil, pesquisador e professor universitário brasileiro, especialista em cálculo estrutural.
Grande oficial da Ordem Nacional do Mérito Científico e membro titular da Academia Brasileira de Ciências, foi professor da Universidade Federal do Rio de Janeiro e fundador da COPPE — UFRJ, tendo sido o responsável pela implantação da pós-graduação em engenharia civil no Brasil.
Foi autor de métodos na área de tecnologia do concreto e estruturas. Elaborou um método de dosagem experimental de concretos amplamente aplicado na engenharia e um método para calcular a resistência dos concretos à tração, adotado em todo o mundo e conhecido como brazilian test — ensaio brasileiro. Trabalhou na elaboração de normas brasileiras para o cálculo do concreto armado para a Associação Brasileira de Normas Técnicas (ABNT). Foi o redator da edição de 1960 e membro-relator da comissão de normas estruturais. Fernando teve um papel estratégico na articulação para a aprovação da lei do petróleo.

## Biografia

### Primeiros anos
Fernando nasceu na capital fluminense em 28 de janeiro de 1913. Sua família era mineira de Ouro Preto, onde seus bisavós portugueses, os Carneiros, se univeram aos Barbosas, mineiros. Seu avô materno, Fernando Lobo, mudou-se para Juiz de Fora, onde trabalhou como advogado e político abolicionista e republicano, defensor dos ideais democráticos. A família de sua avó paterna, os Horta Barboza, se mudam para a cidade com o falecimento de Luiz Antônio Barbosa da Silva, ex-governador da província.
Era filho de Aurora Lobo Carneiro (1889 - 1969) e de Otávio Barbosa Carneiro (1875 - 1932), casados em Juiz de Fora em 25 de março de 1912, engenheiro que durante 30 anos (1877-1917) foi o diretor-técnico da empresa Trajano de Medeiros & Cia, a principal indústria metalúrgica brasileira no início do século XX, única fabricante de vagões ferroviários do Brasil na época e empreiteira de obras públicas. Foi dela a perfuração de túneis da Estrada de Ferro Central do Brasil, na Serra do Mar, além de construção de pontes, como a ponte pênsil de São Vicente. Sua empresa realizou estudos para a implantação da indústria siderúrgica no Brasil, na região de Juiz de Fora, cerca de 30 antes da implantação da usina de Volta Redonda, e teria sido pioneira se o projeto não tivesse sido suspenso em 1916, em consequência da Primeira Guerra Mundial.
A família residia no Rio de Janeiro na época do nascimento de Fernando e seus sete irmãos, sendo o mais velho deles, criados em uma chácara rua Marquês de São Vicente, na Gávea, então zona rural, em meio a plantações de milho, hortas, pomares e uma vaca leiteira. A empresa Trajano de Medeiros foi forçada a fechar as portas e pedir falência depois de enfrentar movimentos grevistas devido às dificuldades financeiras que enfrentava (a empresa e seus funcionários ficaram meses sem receber), associadas à conjuntura econômica criada pela Primeira Guerra Mundial. A pedido do presidente, Wenceslau Brás, ele se desloca para a região do rio São Francisco onde contribuiu para o desenvolvimento da navegação fluvial da região. Fernando era irmão de Otávio Augusto Lobo Barbosa Carneiro (1922 - 2009), engenheiro agrônomo e ex-secretário de agricultura do estado do Mato Grosso do Sul.
Fernando estudou principalmente em casa, tendo concluído o antigo primário através de uma professora particular. O ginásio foi concluido no Colégio Rezende, para onde ia de bonde, onde se formou e recebeu a medalha Silva Ramos por honra ao mérito por ter sido o melhor aluno do curso.

### Graduação e estágio
Seguindo os passos do pai, Fernando ingressou em engenharia da Escola Politécnica da Universidade do Brasil, hoje a Universidade Federal do Rio de Janeiro. Ainda estudante, fez estágio no escritório do engenheiro Emílio Baumgart, pioneiro no projeto de grandes obras de concreto e o introdutor no Brasil desse tipo de consultoria. O estímulo recebido no estágio levou Fernando a trabalhar como calculista de concreto armado anos depois.
Formou-se em 1934, recebendo a Medalha Gomes Jardim como melhor aluno do curso. Recém-formado, Fernando recebe dois convites para iniciar a sua carreira de engenheiro. O primeiro para trabalhar como monitor e depois assistente do professor de Mecânica Racional da Escola Politécnica, Sudré da Gama, que ficara impressionado com a monografia de Fernando. O segundo foi de Paulo Sá, engenheiro-pesquisador do Instituto Nacional de Tecnologia (INT), convite que Fernando aceitou, entrando para o instituto em 1935.
Até 1937, Fernando colabora nos estudos de octanagem de gasolina comandados por Heraldo de Souza Matos, dentro da pesquisa do álcool-motor. A partir deste ano, o INT começa a pesquisa sobre as correlações entre as resistências do concreto à tração e à compressão. Na época, o método mais usado para a determinação da resistência à tração baseava-se na flexão de um corpo de prova cúbico.
A convite do general Júlio Caetano da Horta Barbosa, seu parente, em 1939, Fernando vai para Montevidéu, no Uruguai, contribuir para a instalação da primeira refinaria estatal de petróleo, projeto que acabou sendo adiado pela emergência da Segunda Guerra Mundial. Fernando retornou ao INT em 1941 e no ano seguinte recebe a incumbência de ensaiar os roletes de concreto para a determinação das suas capacidades portantes para serem utilizados na movimentação da Igreja de São Pedro para ampliação da Avenida Presidente Vargas, projeto que acabou não sendo realizado. Mesmo não tendo sido levado adiante, vários ensaios tinham sido feitos, que despertaram a curiosidade de Fernando. Os ensaios tratavam de compreesão e resistência à tração dos concretos, que o levou a estudar teoricamente os fatos, levando-o a escrever o método para a determinação da resistência à tração dos concretos por compressão diametral.
Fernando apresentou seu método inovador na 5ª Reunião da ABNT em 16 de setembro de 1943, ano em que também publicaria seu livro sobre dosagens de concreto. Em 1947, o método seria apresentado na reunião de fundação do International Union of Laboratories and Experts in Construction Materials, Systems and Structures (RILEM), mas apenas em 1953, quando o método já fora adotado em alguns países como Noruega e União Soviética, é que a reunião da RILEM decide publicá-lo em março do mesmo ano.

#### Controvérsia
Um representante britânico do RILEM anunciara naquela reunião que o método de Fernando já havia sido publicado por um pesquisador japonês, Tsunéo Akasawa, em sua tese de doutorado pela Universidade de Tóquio, em novembro de 1943, no periódico do Instituto de Engenharia Civil Japonês. Adotando transparência, o RILEM publica o trabalho de Akasawa em novembro de 1953. Contatos foram tentados com Akasawa, mas ele nunca enviou qualquer comunicado ao RILEM, nem publicou outros artigos. Acredita-se que ele tenha morrido durante a Segunda Guerra Mundial ou que tenha mudado de área, mas mesmo depois de sua publicação, nenhum outro pesquisador reinvidicou o método de Carneiro. Seu método se torna conhecido como “essai brésilien” ou "brazilian test".

### Carreira
Entre 1964 e 1965, Fernando faz um estágio técnico na França, onde publicou um artigo sobre Galileo e a ocasião dos 400 anos de seu nascimento, baseado em pesquisa realizada na Itália, que teve repercussão internacional, e foi publicado em edição bilingue pela revista Materials and Structures e em espanhol, pela revista da “Real Academia de Ciencias Exactas, Fïsicas y Naturales” da Espanha. Em 1968 transferiu-se do Instituto Nacional de Tecnologia para a Universidade Federal do Rio de Janeiro, como professor titular do respectivo centro de pós-graduação em engenharia, que acabara de ser criado. Orientou cerca de 30 dissertações e 3 teses, recebendo da universidade o título de doutor.
A partir da década de 1970 torna-se professor de Resistência dos Materiais, e de chefe do Departamento de Mecânica Técnica, na Escola de Engenharia, tendo sido paraninfo de sete turmas de novos engenheiros. Organizou o Laboratório de Estruturas da universidade, com a maior placa de reação da América Latina e coordenou o Convênio de Cooperação Técnica com a PETROBRÁS. Tal cooperação contribuiu para o desenvolvimento da tecnologia da exploração do petróleo no mar.
De 1967 a 1984 foi delegado brasileiro da RILEM, tendo sido seu presidente em 1979, e sido eleito Membro de Honra em 1983. Aposentado compulsoriamente da universidade em 1990, continuou a ministrar na UFRJ o curso de pós-graduação em nivel de doutorado sobre Análise Dimensional e, como bolsista do CNPQ, a realizar pesquisas em História da Ciência, tendo apresentado trabalhos aos XVIII, XIX e XX “International Congress of History of Science” e a simpósios da Universidade de Campinas, da Sociedade Brasileira de História da Ciência e da Bibliothèque Nationale de France.

## Vida pessoal
Fernando era casado pela segunda vez com Zenaide Carneiro. Formada em Língua e Literatura Francesa, Zenaide conheceu Fernando quando cobria a campanha  "O petróleo é nosso!" para a agência de notícias Interpress, onde trabalhava como jornalista. Casal inseparável, Fernando tinha três filhos de um casamento anterior e teve mais um com Zenaide. O casal morava na Barra da Tijuca. Fernando era um grande apreciador da música clássica, especialmente música de câmara, e Beethoven, Mozart, Bach, Brahms e Chopin eram alguns de seus compositores preferidos do engenheiro. Da música brasileira, era grande apreciador de Noel Rosa.

## Morte
Fernando morreu em 15 de novembro de 2001, no Rio de Janeiro, aos 88 anos, devido a um AVC. Deixou a esposa Zenaide, filhos e netos.

## Legado
Em 13 de julho de 2016, na COPPE, foi inaugurado o supercomputador Lobo Carneiro, o mais potente instalado em uma universidade federal do país, em homenagem ao professor Fernando Lobo Carneiro. Com capacidade de 226 teraflops, ele pode executar 226 trilhões de operações matemáticas por segundo. São várias as aplicações que poderão se beneficiar com a nova máquina: estudos de gerenciamento de risco para a Defesa Civil; pesquisas, já em andamento, voltadas para o desenvolvimento de biofármacos e de vacinas no combate ao vírus da zika, que exigem processamento de um grande volume de dados;  estudos para a área de energia e petróleo, entre outros.